# روند سفلي
روند سفلي هي قرية في مقاطعة أرومية، إيران. عدد سكان هذه القرية هو 111 في سنة 2006.